# Matthew Gibson
Matthew Gibson (Lymm, 2 de setembro de 1996) é um desportista britânico que compete no ciclismo nas modalidades de rota, pertencendo desde 2019 à equipa espanhola Burgos-BH, e pista.
Ganhou uma medalha de ouro no Campeonato Europeu de Ciclismo em Pista de 2015, na prova de perseguição por equipas.

## Medalheiro internacional
| Campeonato Europeu | Campeonato Europeu | Campeonato Europeu | Campeonato Europeu      |
| Ano                | Lugar              | Medalha            | Competição              |
| ------------------ | ------------------ | ------------------ | ----------------------- |
| 2015               | Grenchen ( Suíça ) | Medalha de ouro    | Perseguição por equipas |

## Palmarés em Estrada
- 2018
  - 1 etapa do New Zealand Cycle Classic
  - 1 etapa do Volta à Normandia
  - 1 etapa do Tour de Loir-et-Cher
  - 1 etapa do Tour de l'Avenir[2]

- 2019
  - 1 etapa da Volta ao Lago Qinghai[3]

## Equipas
- JLT Condor (2017-2018)
- Burgos-BH[4] (2019-)